# Provincia de Bojador
La provincia de Bojador (en árabe: بو جدور‎, en francés: Boujdour) es una de las provincias creadas por Marruecos de la región de El Aaiún-Saguía el-Hamra. Se encuentra en el territorio no autónomo ocupado y en disputa del Sáhara Occidental. Su capital es Bojador.
El estatus legal de este territorio y la cuestión de la soberanía están por resolver. El Frente Polisario, que constituyó en 1976 la República Árabe Saharaui Democrática, lo disputa con Marruecos.

## Superficie
La provincia tiene una superficie de 54 307,6 kilómetros cuadrados.

## Demografía
| 21 691                                                           | 46 129 | 53 044 |
| 1994 : censo secundario ; 2004 : censo oficial ; 2007 : cálculo. |        |        |

## Ciudades y comunas
| Comunas                    | Población en 1994 | Población en 2004 |
| -------------------------- | ----------------- | ----------------- |
| Municipio de Bojador       | 15 167            | 36 843            |
| Comuna rural del Guelta    | 4716              | 6740              |
| Commune rurale de Jeraifia | 1294              | 1385              |
| Comuna rural de Lemsid     | 514               | 1161              |

## División administrativa
La provincia de Bojador consta de un municipio y tres comunas:

### Municipios
- Bojador

### Comunas
- El Guelta
- Jraifia
- Lemsid